# Mar Aubeso i Rull
Mar Aubeso i Rull   (Barcelona, 18 d'abril de 1954 - Santa Coloma de Gramenet, 22 de gener de 2016) va ser una llibretera i activista cultural catalana, promotora de la biblioteca pública de Can Peixauet, a Santa Coloma de Gramenet.

## Biografia
El 1984, Aubeso es va traslladar a Santa Coloma de Gramenet, provinent del barri barceloní del Guinardó. Va obrir una llibreria al Raval, que va esdevenir un punt de trobada per clients i veïns. El seu marit, Manel Tomàs, hi havia nascut i va convèncer la Mar per establir-s'hi amb la família i obrir plegats el comerç.

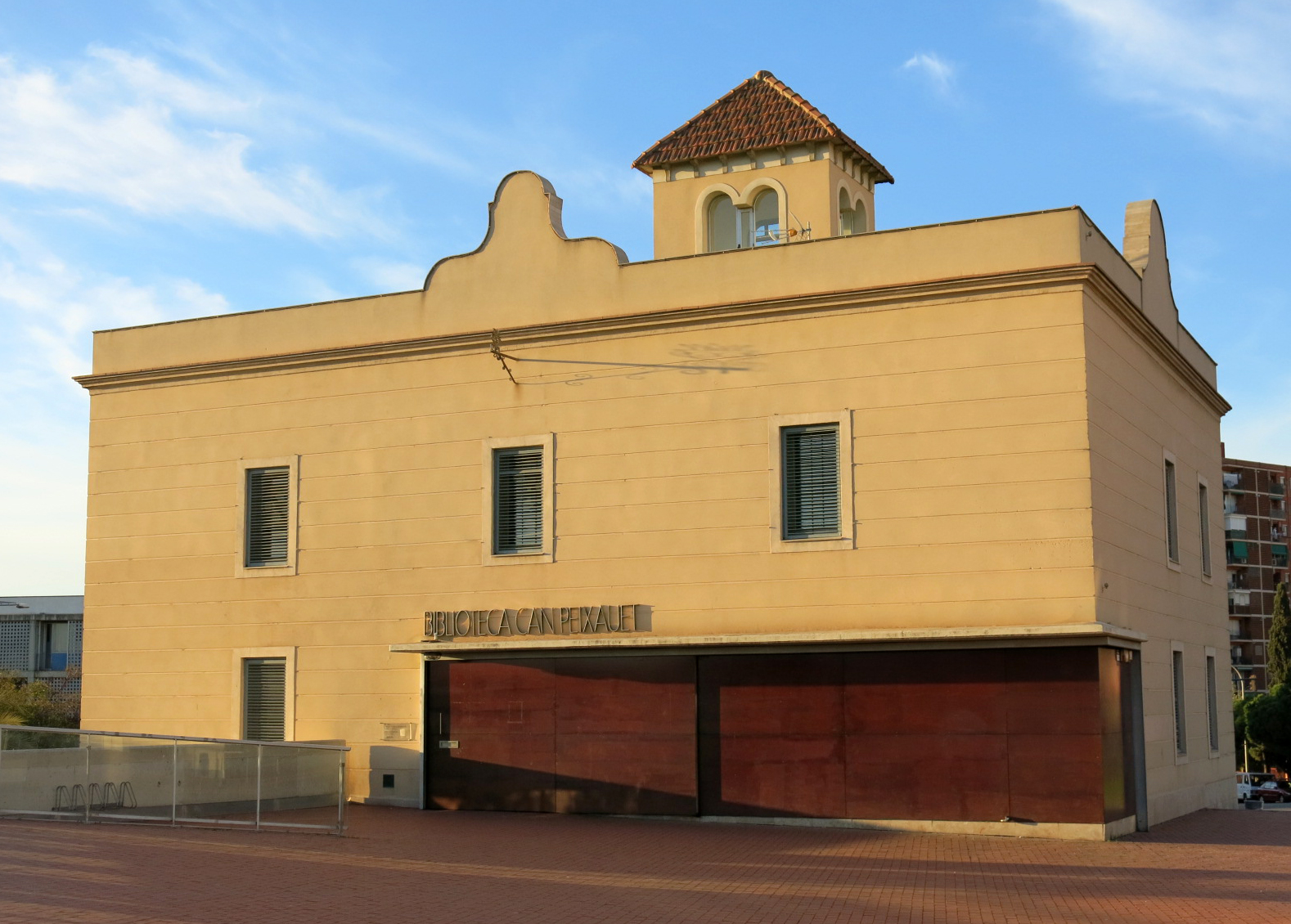
Biblioteca de Can Peixauet

La llibretera va involucrar-se en els moviments veïnals que reclamaven als organismes públics diverses millores d'equipaments. A partir de 1992, va ser la impulsora d'una campanya de donació i recollida de llibres. L'any 1996 ja se n'havien aplegat 2.200, i van ser ubicats en un espai dins la seu de l'Associació de Veïns del barri del Raval. La sala de lectura aviat va quedar petita i es va demanar a les autoritats la cessió de la masia de Can Peixauet, que es trobava abandonada. Així va ser com el 2001 va inaugurar-se la nova biblioteca popular gramenenca, que va retre homenatge a Mar Aubeso batejant la sala d'adults amb el seu nom.
També va ser col·laboradora de la revista La veu del Raval.

### Família
El matrimoni es declarava anarquista. El seu fill, Germinal Tomàs i Aubeso, va ser un dels independentistes imputats en la Operació Judes.

## Homenatges
La festa major del barri del Raval, organitzada per l'Associació de Veïns -entitat que la llibretera va arribar a presidir-, acull cada any el Matí Intercultural Mar Abueso. S'hi porten a terme diverses activitats que posen de manifest la diversitat cultural del barri i s'entreguen els premis del Consurs Literari Intercultural Mar Abueso. A més, el cercavila del barri va crear un capgròs amb la imatge d'Abueso.
L'activista fou una de les homenatjades per l'Ajuntament de Barcelona en la campanya Ciutat de Dones, el març de 2023.